# Woleai Municipality
Woleai Municipality är en kommun i Mikronesiska federationen.   Den ligger i delstaten Yap, i den västra delen av landet, 1 600 km väster om huvudstaden Palikir. Antalet invånare är 975.